# Laniisoma
Laniisoma (klauwiercotinga's) is een geslacht van vogels uit de familie Tityridae. 
Er zijn twee soorten van deze vogel die allebei voorkomen in het tropisch regenwoud. Een soort is aanwezig in het oostelijk deel van Brazilië en de andere soort wordt aangetroffen in de regenwouden van Venezuela, Colombia, Ecuador, Peru en Bolivia.  De klauwiercotinga's die voorkomen in het westen van Zuid-Amerika behoren tot de soort Laniisoma buckleyi (andesklauwiercotinga), die in het oosten heet de Braziliaanse klauwiercotinga (Laniisoma elegans).
Door houtkap en andere vormen van habitatvernietiging is de populatie in Brazilië gevoelig (voor uitsterven). De andesklauwiercotinga geldt niet als bedreigd.

## Soorten
- Laniisoma buckleyi – Andesklauwiercotinga
- Laniisoma elegans – Braziliaanse klauwiercotinga